# Georgi Beregovoi
Georgi Timofeyevich Beregovoi (em russo:  Георгий Тимофеевич Береговой) (Fedorovka, 15 de abril de 1921 — Moscou, 30 de junho de 1995) foi um cosmonauta soviético, que foi ao espaço em outubro de 1968, na missão Soyuz 3.
Ele entrou na força aérea soviética em 1941, e logo foi enviado para usar a unidade voadora de ataque terrestre Ilyushin Il-2 Shturmovik. Ele voou em 185 combates durante o curso da Segunda Guerra Mundial e subiu rapidamente nas classificações, ao final da guerra tendo o cargo de Capitão e Comandante de esquadrão. Ele foi condecorado como Herói da União Soviética.
Ao final da guerra se tornou um piloto de teste, a após os 16 anos de testes já tinha voado em sessenta aeronaves diferentes, subindo à classificação de coronel e à posição de Chefe do departamento de teste da força aérea. Em 1962, ele se inscreveu e foi aceito para o programa de treinamento de cosmonautas.
O voo de Beregovoi na Soyuz 3 foi mal sucedido, uma vez que não conseguiu unir-se, em órbita com a nave Soyuz 2, não tripulada, e ele nunca mais foi selecionado para voar em outra missão. Em 22 de janeiro de 1969, sobreviveu a um tentativa de assassinato de Leonid Brezhnev, levada a cabo pelo oficial soviético Viktor Ilyin. Beregovoi, posteriormente, assumiu uma posição no Centro de Treinamento de Cosmonautas Yuri Gagarin, e em 1972 se tornou diretor deste departamento.
Ele morreu em 1995 de causas naturais e foi enterrado no Cemitério Novodevichy em Moscou.
Georgi Beregovoi recebeu duas Ordem de Lenine, uma das mais importantes comendas da antiga União Soviética e uma série de medalhas.